# Cerro Pantoja
Pour les articles homonymes, voir Pantoja (homonymie).
Le cerro Pantoja (parfois aussi cerro Pantojo) est un volcan situé sur la frontière entre l'Argentine et le Chili. Il s'agit d'un stratovolcan fortement érodé se présentant sous la forme d'un neck, une ancienne cheminée volcanique, culminant à 1 897 mètres d'altitude ainsi que d'un cône de cendre du côté argentin. Il se trouve juste au sud du col du cardinal Antonio Samoré, une importante voie de communication trans-andine entre le Chili et l'Argentine.